# Ri Han-jae
Han-jae Ri ((리한재?, 李漢宰?); Kurashiki, 27 giugno 1982) è un calciatore nordcoreano, centrocampista della Machida Zelvia.

## Carriera

### Club
Durante la sua carriera ha giocato principalmente con il Sanfrecce Hiroshima.

### Nazionale
Conta 7 presenze ed una rete con la Nazionale nordcoreana.